# غایب (فیلم)
غایب (به انگلیسی: The Absent One) با نام اصلی قاتلان قرقاول (به دانمارکی: Fasandræberne)، یک فیلم معمایی جنایی دانمارکی است که در سال ۲۰۱۴ منتشر شد. این فیلم بر پایهٔ رمانی به همین نام، اثرِ یوسی آدلر اولسن ساخته شد.

## بازیگران
- نیکولای لی کاس
- فارس فارس
- پیلو اسبک
- مارکو ایلسه
- داوید دنسیک
- سورن پیلمارک
- دانیچا چورچیچ